# The Widow of Rickie O'Neal
The Widow of Rickie O'Neal è un cortometraggio muto del 1912 diretto da O.B. Thayer (Otis Thayer).

## Produzione
Il film fu prodotto dalla Selig Polyscope Company.

## Distribuzione
Distribuito dalla General Film Company, il film - un cortometraggio di una bobina - uscì nelle sale cinematografiche statunitensi il 6 febbraio 1912.